# Giovanni Cipriani
Giovanni Cipriani (Verona, 4 agosto 1907 – ...) è stato un calciatore italiano, di ruolo centrocampista.

## Carriera
Debutta in massima serie con il Verona nella stagione 1926-1927; con i gialloblu disputa due campionati di Divisione Nazionale per un totale di 9 presenze e 4 gol, e quattro campionati di Serie B per un totale di 40 presenze e 11 gol.
Nella stagione 1933-1934 milita nel Cagliari in Serie B, con cui disputa 11 partite segnando 2 reti.